# Bezirk Złoczów

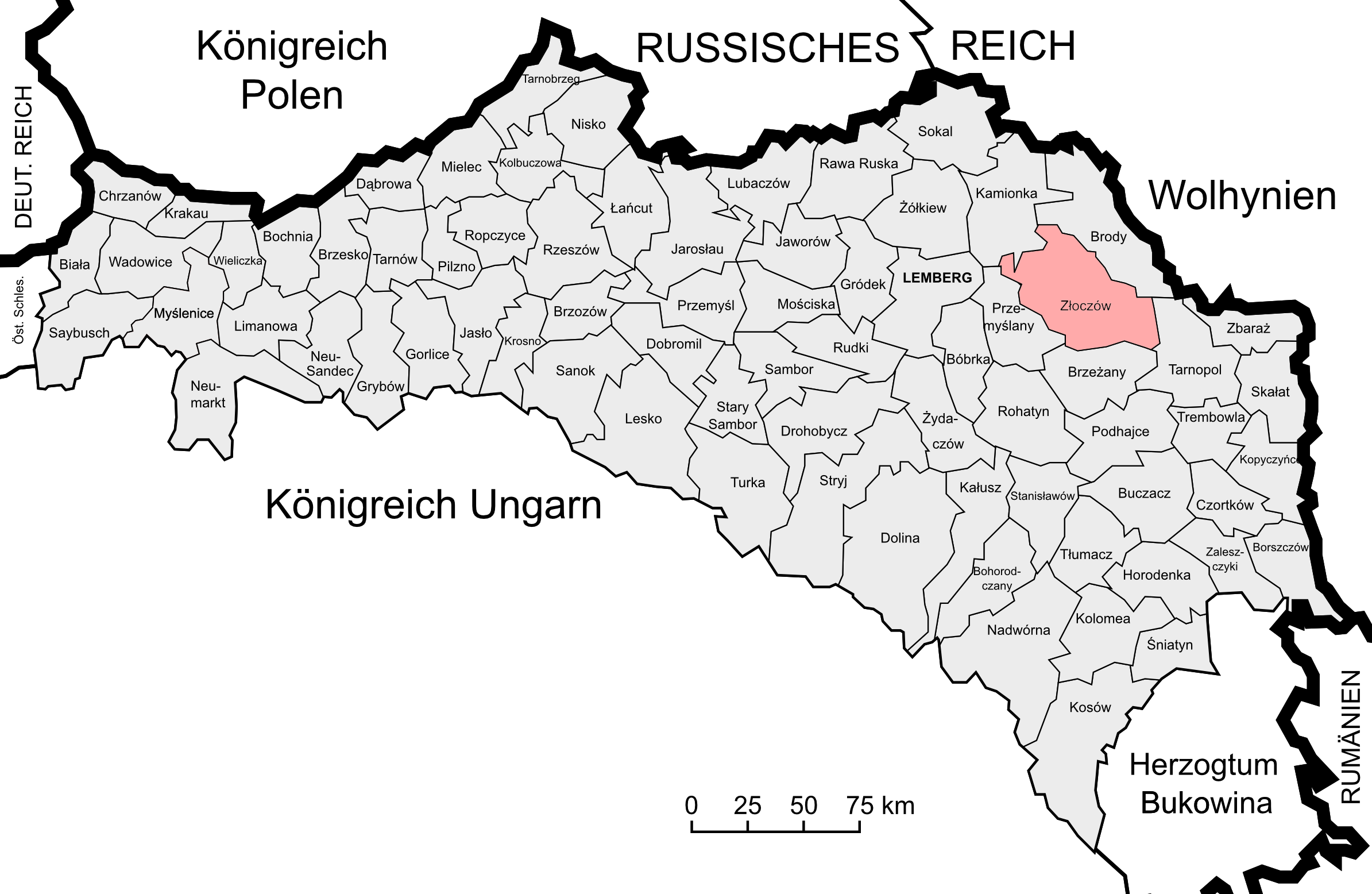
Lage des Bezirks Złoczów im Kronland Galizien und Lodomerien

Der Bezirk Złoczów war ein politischer Bezirk im Kronland Galizien und Lodomerien. Sein Gebiet umfasste Teile Ostgaliziens in der heutigen Westukraine (Oblast Lwiw und Oblast Ternopil, Rajon Solotschiw sowie Teilen des Rajons Busk, des Rajons Brody und des Rajons Peremyschljany), Sitz der Bezirkshauptmannschaft war die Stadt Złoczów. Nach dem Ersten Weltkrieg musste Österreich den gesamten Bezirk an Polen abtreten.
Er grenzte im Norden und Nordosten an den Bezirk Brody, im Südosten an den Bezirk Zborów, im Südwesten an den Bezirk Przemyślany sowie im Nordwesten an den Bezirk Kamionka Strumiłowa.

## Geschichte
Ein Vorläufer des späteren Bezirks (Verwaltungs- und Justizbehörde zugleich) wurde zum Ende des Jahres 1850 geschaffen, die Bezirkshauptmannschaft Złoczów war dem Regierungsgebiet Lemberg unterstellt und umfasste folgende Gerichtsbezirke:
- Gerichtsbezirk Złoczów
- Gerichtsbezirk Busk
- Gerichtsbezirk Gliniany
- Gerichtsbezirk Przemyślany

Nach der Kundmachung im Jahre 1854 kam es am 29. September 1855 zur Einrichtung des Bezirksamtes Złoczów (weiterhin für Verwaltung und Gerichtsbarkeit zuständig) innerhalb des Kreises Złoczów.
Nachdem die Kreisämter Ende Oktober 1865 abgeschafft wurden und deren Kompetenzen auf die Bezirksämter übergingen, schuf man nach dem Österreichisch-Ungarischen Ausgleich 1867 auch die Einteilung des Landes in zwei Verwaltungsgebiete ab. Zudem kam es im Zuge der Trennung der politischen von der judikativen Verwaltung zur Schaffung von getrennten Verwaltungs- und Justizbehörden. Während die gerichtliche Einteilung weitgehend unberührt blieb, fasste man Gemeinden mehrerer Gerichtsbezirke zu Verwaltungsbezirken zusammen.
Der neue politische Bezirk Złoczów wurde aus folgenden Bezirken gebildet:
- Bezirk Złoczów (mit 40 Gemeinden)
- Bezirk Zborów (mit 47 Gemeinden)
- Bezirk Olesko (mit 23 Gemeinden)
- Teilen des Bezirks Busk (Gemeinden Bezbrudy, Krasne, Ostrowczyk Polny, Pietrycze, Stronibaby und Uciszków)
- Teilen des Bezirks Gliniany (Gemeinden Bałuczyn, Bortków, Firlejówka mit Marmuszowice, Kutkorz, Mitulin, Nowosiółki, Olszanka Mała, Olszanica, Skniłów und Trędowacz)
- Teilen des Bezirks Załoźce (Gemeinden Białogłowy, Kruhów, Manajów und Neterpińce)

Am 1. September 1904 wurde der Gerichtsbezirk Zborów aus dem Bezirk ausgegliedert und zu einem eigenständigen politischen Bezirk Zborów erhoben.
Der Bezirk Złoczów bestand bei der Volkszählung 1910 aus 93 Gemeinden sowie 63 Gutsgebieten und umfasste eine Fläche von 1183 km². Hatte die Bevölkerung 1900 noch 108.886 Menschen umfasst, so lebten hier 1910 117.364 Menschen. Auf dem Gebiet lebten dabei mehrheitlich Menschen mit ruthenischer Umgangssprache (59 %) und griechisch-katholischem Glauben, Juden machten rund 12 % der Bevölkerung aus.

## Ortschaften
Auf dem Gebiet des Bezirks bestanden 1910 Bezirksgerichte in Olesko und Złoczów, diesen waren folgende Orte zugeordnet:
Gerichtsbezirk Olesko:
- Markt Biały Kamień bestehend aus den Ortsteilen Biały Kamień und Gawareczyzna
- Bołożynów bestehend aus den Ortsteilen Bołożynów und Kuliki
- Bużek
- Chwatów
- Czeremosznia
- Czyszki
- Hucisko Oleskie
- Juśkowice
- Konty bestehend aus den Ortsteilen Brachówka und Konty
- Stadt Olesko
- Ożydów bestehend aus den Ortsteilen Angełówka und Ożydów
- Podhorce
- Podlesie
- Przewłoczna bestehend aus den Ortsteilen Bajmaki und Przewłoczna
- Rozważ
- Sobolówka
- Markt Sokołówka
- Usznia
- Zahorce
- Zakomarze

Gerichtsbezirk Złoczów:
- Bałuczyn
- Bełzec
- Bezbrudy
- Bieniów
- Boniszyn
- Bortków
- Bronisławówka
- Chilczyce
- Chmielowa
- Czyżów
- Firlejówka
- Folwarki
- Gołogórki
- Markt Gołogóry
- Horodyłów
- Huta Werchobuzka
- Jasionowce
- Jelechowice
- Kniaże
- Kołtów
- Kondratów
- Koropiec
- Krasne
- Krasnosielce
- Kropiwna
- Kruhów
- Kutkorz
- Lackie Małe
- Lackie Wielkie
- Łuka
- Majdan Gołogórski
- Mitulin
- Nowosiółki
- Olszanica
- Olszanka Mała
- Opaki
- Ostrowczyk Polny
- Pietrycze
- Płuhów
- Pobocz
- Poczapy
- Podlipce
- Remizowce
- Ruda Kołtowska
- Ryków
- Markt Sasów
- Ścianka
- Skniłów
- Skwarzawa
- Snowicz
- Stronibaby
- Strutyn
- Szpikłosy
- Trędowacz
- Trościaniec Mały
- Uciszków
- Uhorce
- Werchobuż
- Wicyń
- Woroniaki
- Zalesie
- Zarwanica
- Zarzecze
- Zaszków
- Zazule
- Stadt Złoczów
- Żuków
- Żulice